# Associazione Calcio Femminile Milan 2001-2002
Questa voce raccoglie le informazioni riguardanti la Associazione Calcio Femminile Milan nelle competizioni ufficiali della stagione 2001-2002.

## Organigramma societario
Area amministrativa
- Presidente: Leonardo Francesco Crudo

Area tecnica
- Allenatore: Paolo Novellino (1ª-3ª), Antonio Curreri (4ª), Ettore Luigi Geprini (5ª e 7ª-12ª), Giovanni Zambetta (13ª-26ª)

## Rosa
Rosa aggiornata alla fine della stagione.
| N. |                   | Ruolo | Calciatrice          |
| -- | ----------------- | ----- | -------------------- |
|    | Italia (bandiera) | D     | Veronica Arcobello   |
|    | Italia (bandiera) | D     | Ambra Balducci       |
|    | Italia (bandiera) | C     | Ardea Balducci       |
|    | Italia (bandiera) | D     | Emanuela Beda        |
|    | Italia (bandiera) | A     | Alice Lidia Cama     |
|    | Italia (bandiera) | A     | Rossella Cavallini   |
|    | Italia (bandiera) | C     | Emanuela Celentano   |
|    | Italia (bandiera) | D     | Manuela Chiadò       |
|    | Italia (bandiera) | D     | Sabrina Cortese      |
|    | Italia (bandiera) | C     | Silvia D'Argenio     |
|    | Italia (bandiera) | D     | Filomena De Vincenzo |
|    | Italia (bandiera) | P     | Monica Di Bernardo   |
|    | Italia (bandiera) | P     | Sara Feletto         |
|    | Italia (bandiera) | C     | Stella La Capra      |

| N. |                   | Ruolo | Calciatrice           |
| -- | ----------------- | ----- | --------------------- |
|    | Italia (bandiera) | C     | Federica Laddaga      |
|    | Italia (bandiera) | C     | Sara Lanzarin         |
|    | Italia (bandiera) | C     | Francesca Mannavola   |
|    | Italia (bandiera) | C     | Cristina Murelli      |
|    | Italia (bandiera) | D     | Marinella Piolanti    |
|    | Italia (bandiera) | D     | Sonia Quitadamo       |
|    | Italia (bandiera) | A     | Roberta Rosso         |
|    | Italia (bandiera) | C     | Valentina Santilli    |
|    | Italia (bandiera) | A     | Nicole Scarabello     |
|    | Italia (bandiera) | D     | Nicole Andrea Tamagni |
|    | Italia (bandiera) | C     | Samantha Trivè        |
|    | Italia (bandiera) | C     | Daniela Turra         |
|    | Italia (bandiera) | D     | Luana Zago            |
|    | Italia (bandiera) | A     | Annalisa Zambetta     |

## Calciomercato

### Sessione estiva
| Acquisti | Acquisti           | Acquisti           | Acquisti   |
| R.       | Nome               | da                 | Modalità   |
| -------- | ------------------ | ------------------ | ---------- |
| P        | Monica Di Bernardo | Pisa               | svincolata |
| P        | Sara Feletto       | Foroni             | svincolata |
| D        | Ambra Balducci     | Autolelli Picenum  | svincolata |
| D        | Emanuela Beda      | Tradate Abbiate    | svincolata |
| D        | Manuela Chiadò     | La Chivasso        | svincolata |
| D        | Marinella Piolanti | Autolelli Picenum  | svincolata |
| C        | Ardea Balducci     | Packcenter Imolese | svincolata |
| C        | Emanuela Celentano | Pisa               | svincolata |
| C        | Samantha Trivè     | La Chivasso        | svincolata |
| C        | Daniela Turra      | VeneziaJesolo      | svincolata |
| A        | Rossella Cavallini | Autolelli Picenum  | svincolata |
| A        | Roberta Rosso      | La Chivasso        | svincolata |

| Cessioni | Cessioni             | Cessioni          | Cessioni   |
| R.       | Nome                 | a                 | Modalità   |
| -------- | -------------------- | ----------------- | ---------- |
| D        | Annarita Vantaggiato | Atletico Oristano | svincolata |

## Risultati

### Serie A

#### Girone di andata
| Arbitro: | Conte (Formia) |

|                            |           |                                                 |
| Secci 44’ Ulivi 83’ (rig.) | Marcatori | 65’ (rig.) Celentano 71’ Zambetta 78’ Cavallini |

| Roma 27 ottobre 2001, ore 15:30 CET 6ª giornata | Ruco Line Lazio | 3 – 0 | ACF Milan | Stadio Tre Fontane |

| Milano 5 gennaio 2002, ore 14:30 CET 12ª giornata | ACF Milan              | 0 – 0 referto | Torres Terra Sarda | \| Arbitro: \| Capria (Vibo Valentia) \| |
| Arbitro:                                          | Capria (Vibo Valentia) |               |                    |                                          |

#### Girone di ritorno
| Milano 27 gennaio 2002, ore 15:30 CET 15ª giornata                                     | ACF Milan | 3 – 2 referto  | Atletico Oristano |  |
| \| \| \| \| \| Rosso 42’ Chiadò 45’ Am. Balducci 66’ \| Marcatori \| 60’, 83’ Ulivi \| |           |                |                   |  |
|                                                                                        |           |                |                   |  |
| Rosso 42’ Chiadò 45’ Am. Balducci 66’                                                  | Marcatori | 60’, 83’ Ulivi |                   |  |

| 2 marzo 2002, ore 15:30 CET 19ª giornata | ACF Milan | 0 – 2 | Ruco Line Lazio |  |

| Arbitro: | Ventura (Cagliari) |

|              |           |                               |
| Sberti 90+3’ | Marcatori | 46’ Zambetta 65’ Ar. Balducci |

### Coppa Italia

#### Terzo turno
| 22 dicembre 2001 | Bergamo R | 2 – 1 | ACF Milan |  |

## Statistiche

### Statistiche di squadra
| Competizione | Punti | In casa | In casa | In casa | In casa | In casa | In casa | In trasferta | In trasferta | In trasferta | In trasferta | In trasferta | In trasferta | Totale | Totale | Totale | Totale | Totale | Totale | DR |
| Competizione | Punti | G       | V       | N       | P       | Gf      | Gs      | G            | V            | N            | P            | Gf           | Gs           | G      | V      | N      | P      | Gf     | Gs     | DR |
| ------------ | ----- | ------- | ------- | ------- | ------- | ------- | ------- | ------------ | ------------ | ------------ | ------------ | ------------ | ------------ | ------ | ------ | ------ | ------ | ------ | ------ | -- |
| Serie A      | 41    | 13      | -       | -       | -       | -       | -       | 13           | -            | -            | -            | -            | -            | 26     | 13     | 2      | 11     | 33     | 32     | +1 |
| Coppa Italia | -     | 0       | 0       | 0       | 0       | 0       | 0       | 1            | 0            | 0            | 1            | 1            | 2            | 1      | 0      | 0      | 1      | 1      | 2      | -1 |
| Totale       | -     | 13      | -       | -       | -       | -       | -       | 14           | -            | -            | -            | -            | -            | 27     | 13     | 2      | 12     | 34     | 34     | 0  |

### Statistiche delle giocatrici
| Giocatore      | Serie A  | Serie A | Serie A     | Serie A    | Coppa Italia | Coppa Italia | Coppa Italia | Coppa Italia | Totale   | Totale | Totale      | Totale     |
| Giocatore      | Presenze | Reti    | Ammonizioni | Espulsioni | Presenze     | Reti         | Ammonizioni  | Espulsioni   | Presenze | Reti   | Ammonizioni | Espulsioni |
| -------------- | -------- | ------- | ----------- | ---------- | ------------ | ------------ | ------------ | ------------ | -------- | ------ | ----------- | ---------- |
| V. Arcobello   | 1        | 0       | ?           | ?          | ?            | ?            | ?            | ?            | 1+       | 0+     | ?           | ?          |
| Am. Balducci   | 23       | 4       | ?           | ?          | ?            | ?            | ?            | ?            | 23+      | 4+     | ?           | ?          |
| Ar. Balducci   | 23       | 1       | ?           | ?          | ?            | ?            | ?            | ?            | 23+      | 1+     | ?           | ?          |
| E. Beda        | 3        | 0       | ?           | ?          | ?            | ?            | ?            | ?            | 3+       | 0+     | ?           | ?          |
| A. Cama        | 1        | 0       | ?           | ?          | ?            | ?            | ?            | ?            | 1+       | 0+     | ?           | ?          |
| R. Cavallini   | 13       | 5       | ?           | ?          | ?            | ?            | ?            | ?            | 13+      | 5+     | ?           | ?          |
| E. Celentano   | 25       | 4       | ?           | ?          | ?            | ?            | ?            | ?            | 25+      | 4+     | ?           | ?          |
| M. Chiadò      | 20       | 1       | ?           | ?          | ?            | ?            | ?            | ?            | 20+      | 1+     | ?           | ?          |
| S. Cortese     | 2        | 0       | ?           | ?          | ?            | ?            | ?            | ?            | 2+       | 0+     | ?           | ?          |
| S. D'Argenio   | 1        | 0       | ?           | ?          | ?            | ?            | ?            | ?            | 1+       | 0+     | ?           | ?          |
| F. De Vincenzo | 3        | 0       | ?           | ?          | ?            | ?            | ?            | ?            | 3+       | 0+     | ?           | ?          |
| M. Di Bernardo | 25       | -?      | ?           | ?          | ?            | ?            | ?            | ?            | 25+      | 0+     | ?           | ?          |
| S. Feletto     | 9        | -?      | ?           | ?          | ?            | ?            | ?            | ?            | 9+       | 0+     | ?           | ?          |
| S. La Capra    | 2        | 0       | ?           | ?          | ?            | ?            | ?            | ?            | 2+       | 0+     | ?           | ?          |
| F. Laddaga     | 4        | 0       | ?           | ?          | ?            | ?            | ?            | ?            | 4+       | 0+     | ?           | ?          |
| S. Lanzarin    | 6        | 0       | ?           | ?          | ?            | ?            | ?            | ?            | 6+       | 0+     | ?           | ?          |
| F. Mannavola   | 7        | 0       | ?           | ?          | ?            | ?            | ?            | ?            | 7+       | 0+     | ?           | ?          |
| C. Murelli     | 2        | 0       | ?           | ?          | ?            | ?            | ?            | ?            | 2+       | 0+     | ?           | ?          |
| M. Piolanti    | 26       | 2       | ?           | ?          | ?            | ?            | ?            | ?            | 26+      | 2+     | ?           | ?          |
| S. Quitadamo   | 24       | 1       | ?           | ?          | ?            | ?            | ?            | ?            | 24+      | 1+     | ?           | ?          |
| R. Rosso       | 26       | 3       | ?           | ?          | ?            | ?            | ?            | ?            | 26+      | 3+     | ?           | ?          |
| V. Santilli    | 1        | 0       | ?           | ?          | ?            | ?            | ?            | ?            | 1+       | 0+     | ?           | ?          |
| N. Scarabello  | 9        | 1       | ?           | ?          | ?            | ?            | ?            | ?            | 9+       | 1+     | ?           | ?          |
| N. A. Tamagni  | 1        | 0       | ?           | ?          | ?            | ?            | ?            | ?            | 1+       | 0+     | ?           | ?          |
| S. Trivè       | 20       | 1       | ?           | ?          | ?            | ?            | ?            | ?            | 20+      | 1+     | ?           | ?          |
| D. Turra       | 25       | 1       | ?           | ?          | ?            | ?            | ?            | ?            | 25+      | 1+     | ?           | ?          |
| L. Zago        | 5        | 0       | ?           | ?          | ?            | ?            | ?            | ?            | 5+       | 0+     | ?           | ?          |
| A. Zambetta    | 23       | 9       | ?           | ?          | ?            | ?            | ?            | ?            | 23+      | 9+     | ?           | ?          |